# Eurocidade Elvas-Badajoz-Campo Maior

A Eurocidade Elvas-Badajoz-Campo Maior (conhecida como EuroBEC) é o resultado da união entre duas cidades, Elvas do lado português e Badajoz do lado espanhol e a vila de Campo Maior, também do lado português. Ela é um projeto de cooperação transfronteiriça que se formaliza através da assinatura de um protocolo no dia 3 de maio de 2018, de acordo com o disposto no Tratado entre o Reino de Espanha e a República Portuguesa sobre a Cooperação Transfronteiriça entre entidades e instâncias territoriais (Tratado de Valência, 2002). Este protocolo tem como objetivo a criação de um organismo de cooperação transfronteiriça, sem personalidade turística, sob a forma de grupo de trabalho, destinado a acompanhar, promover, coordenar, apoiar e/ou efetuar atividades de cooperação transfronteiriça.
Os municípios que integram a Eurocidade, através das Câmaras Municipais de Elvas e Campo Maior, e o Ayuntamiento de Badajoz, mantêm uma relação institucional que os leva a cooperar, através do intercâmbio de informação e de organização de projetos e ações conjuntas, com o objetivo de melhorar a qualidade de vida no território. Tinha em 2021 cerca de 200 mil habitantes entre os seus centros urbanos e um território de 2348,49km2.  O lema da EuroBEC é "três cidades, 2 países, 1 destino."

## História
Nasce resultado de um protocolo assinado entre a Câmara Municipal de Elvas e o Ayuntamiento de Badajoz, no dia 16 de Setembro de 2013, com o objetivo de atrair mais emprego, mais investimento e desenvolvimento às duas cidades que agora formam uma eurocidade. 
Os centros urbanos das duas cidades (Elvas e Badajoz) estão separados apenas por 8km em linha reta pela A6, sem qualquer tipo de portagem. 
Segundo o presidente da Câmara Municipal de Elvas na altura da assinatura, José António Rondão Almeida, "Este é um projeto que formalizou as relações que existem desde há muito tempo entre os habitantes das duas cidades”. A eurocidade “vai envolver serviços públicos e privados e vai estar virada para uma das principais preocupações das duas cidades: o emprego”.
Francisco Javier Fragoso Martínez, alcaide de Badajoz, destacou a assinatura deste protocolo como "um futuro construído em conjunto entre Elvas e Badajoz”. Com a criação da Euro-cidade Elvas-Badajoz “não se pretende esquecer a identidade das duas cidades mas sim mostrar à Europa que é possível ter uma identidade conjunta e assim obter um maior apoio por parte da Comunidade Europeia”, referiu o alcaide da cidade raiana de Badajoz. A assinatura do protocolo decorreu nas instalações da IFEBA em Badajoz, onde marcaram presença muitas individualidades, tanto portuguesas como espanholas.
Em 2015 e após o pedido de adesão da vila de Campo Maior devido à sua grande ligação com estas duas cidades e pela proximidade às mesmas, o presidente da Câmara Municipal de Elvas e o alcaide de Badajoz votaram favoravelmente à integração de Campo Maior na Eurocidade Elvas-Badajoz. 

## Administração da Eurocidade
A EuroBEC é administrada por um Presidente e dois Vice Presidentes que vão rodando pelos presidentes dos 3 municípios. 
Tem ainda o Conselho Plenário da Eurocidade que funciona ao estilo de uma Assembleia e os Comités Setoriais (Turismo, Cultura, Assuntos Sociais, Ambiente e Transição Económica.) 

## Orçamento
A Eurocidade dispõe inicialmente de um orçamento com uma dotação de cerca de 1 milhão de euros, repartidos entre os 3 municípios. 
Badajoz comparticipa com cerca de 700 mil euros, Elvas com cerca de 200 mil euros e Campo Maior com cerca de 100 mil euros.

## Saúde
A EuroBEC tem 4 hospitais públicos:
- Hospital Universitário de Badajoz
- Hospital Materno Infantil de Badajoz
- Hospital Perpetuo Socorro de Badajoz
- Hospital Santa Luzia de Elvas
Além disso conta ainda com diversos hospitais e clínicas privadas. 

## Aeroporto e Plataformas Logísticas
Uma das fortes apostas para a economia da EuroBEC são as plataformas logísticas de Elvas e Badajoz em atual construção.
Também o já existente Aeroporto de Badajoz pretende ser uma peça chave para o desenvolvimento económico da região, havendo projetos para a sua expansão e maior oferta de voos, tanto comerciais como de transporte de logística. 

## Ensino Superior
Badajoz tem a Universidade da Extremadura que tem atualmente cerca de 30 mil estudantes (muitos deles portugueses) e tem o seu maior campus nesta cidade raiana onde conta com as seguintes faculdades:
- Faculdade de Educação
- Faculdade de Direito
- Faculdade de Medicina e Ciências da Saúde
- Faculdade de Ciências e Tecnologias
- Faculdade de Ciências do Desporto
- Faculdade de Ciências Económicas e Empresariais
- Escola Superior de Engenharias Industriais.
Por outro lado, Elvas tem a Escola Superior de Biociências pertencente ao Instituto Politécnico de Portalegre e que conta atualmente com cerca de 600 estudantes.  